# K239 Chunmu
K239 Chunmu (K239 '천무') – południowokoreański system artylerii rakietowej obejmujący wieloprowadnicową wyrzutnię rakiet zamontowaną na podwoziu kołowym, produkowany przez koncern Hanwha. Opracowany w drugiej dekadzie XXI wieku. Wykorzystuje pociski kilku typów i kalibrów wystrzeliwane z uniwersalnej wyrzutni. Nazwa jest także romanizowana jako Chunmoo lub Cheonmu. Zmodyfikowany wariant został przyjęty na uzbrojenie Wojska Polskiego pod oznaczeniem Homar-K.

## Historia
System K239 został opracowany na potrzeby sił zbrojnych Korei Południowej jako następca prostszych wyrzutni rakiet niekierowanych kalibru 130/131 mm K136 Kooryong z lat 80. XX wieku. Miał on być lokalnym odpowiednikiem amerykańskiego zaawansowanego systemu artylerii rakietowej M270 MLRS, którego 58 wyrzutni Korea Południowa zakupiła w latach 90. w USA. Od MLRS zapożyczył część cech konstrukcyjnych, a przede wszystkim możliwość wystrzeliwania amerykańskiej amunicji, ładowanej w podobny sposób w standardowych pakietach. Spotykanym określeniem dla K239 jest też K-MLRS (Korean Multiple Launch Rocket System). Powstanie systemu zostało zainicjowane decyzją rządu z kwietnia 2006 roku, lecz dopiero w czerwcu 2009 roku rząd zawarł w tym celu umowę ze spółką Doosan Defense Systems & Technology (Doosan DST). Spółka ta została w 2016 roku zakupiona przez koncern Hanwha i na jej bazie utworzono spółkę Hanwha Defense Systems, mieszczącą się w Daejeon.

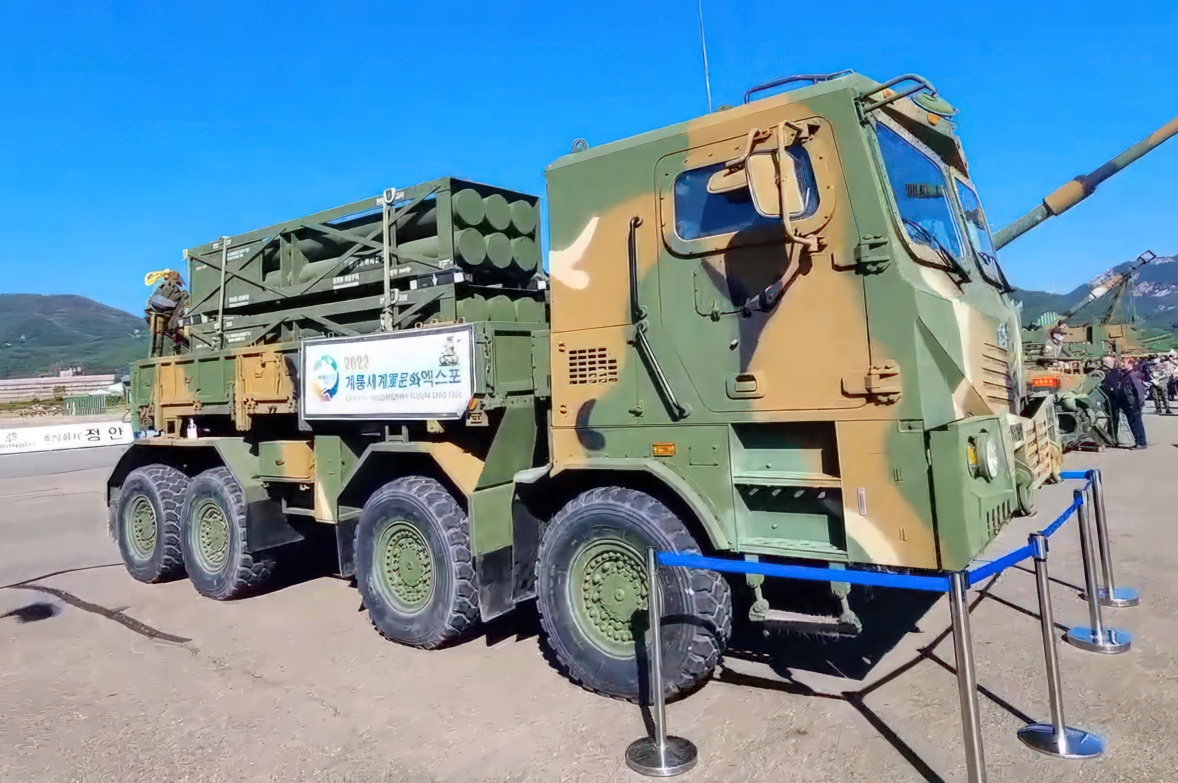
Pojazd załadowczy K239T

W odróżnieniu od M270 MLRS, zdecydowano oprzeć system na tańszym w eksploatacji ośmiokołowym podwoziu kołowym zamiast gąsienicowego, zapewniającym podobną mobilność. Zachowano natomiast taką samą liczbę pocisków w dwóch pakietach na podobnej wyrzutni, co stanowi różnicę w stosunku do lżejszego i bardziej mobilnego amerykańskiego systemu M142 HIMARS na podwoziu kołowym, z jednym pakietem pocisków. Podwozie jest produkowane przez koncern Hanwha i prawdopodobnie jest specjalnej konstrukcji, nieoparte bezpośrednio na produkowanych ciężarówkach. System składa się z samobieżnych wyrzutni K239L i pojazdów załadowczych na tym samym podwoziu K239T, przewożących cztery pakiety pocisków. Kabina jest trzyosobowa, lekko opancerzona.
W listopadzie 2013 roku ogłoszono o gotowości systemu do służby operacyjnej, po czym rozpoczęto przygotowania do produkcji seryjnej i w październiku 2014 roku podpisano pierwszą umowę na 58 wyrzutni.

## Konstrukcja

### Uzbrojenie
K239 używa pocisków rakietowych odpalanych z jednorazowych hermetycznych pojemników transportowo-startowych połączonych w pakiety, jak w amerykańskim M270 MLRS. Rozmiar pakietów jest kompatybilny z MLRS i umożliwia używanie amerykańskich pocisków kalibru 227 mm lub ATACMS. Niejasna jest jednak kwestia integracji konkretnych amerykańskich pocisków z K239. Koreańska wyrzutnia ma taki sam system ładowania pakietów, za pomocą ram wysuwanych w prowadnicach w górnej części wyrzutni, lecz w odróżnieniu od MLRS ramy te są całkowicie chowane do wyrzutni i zasłaniane pokrywą, a nie wystające. Wyrzutnia może być załadowana dwoma pakietami z różnymi pociskami.
Najstarsze i najsłabsze pociski to niekierowane Guryong (K33) kalibru 131 mm (podawanego też w zaokrągleniu jako 130 mm), pochodzące z poprzedniego systemu K136 Kurjong, natomiast nie są używane pociski K30 kalibru 130 mm. Posiadają one głowicę odłamkową o masie 20 kg i dysponują zasięgiem do 36 km. Można przenosić ich dwa pakiety po 20 sztuk.
Podstawowymi pociskami są kierowane Chunmu kalibru 239 mm o zasięgu do 80 km, będące odpowiednikiem amerykańskich GMLRS kalibru 227 mm. Kołowy błąd trafienia podawany jest przez armię Korei jako 15 m, a według innych źródeł na 10 m. Można przenosić ich dwa pakiety po sześć sztuk. Na eksport oferowane są z głowicą penetrującą (przebijającą 60 cm żelbetu) lub termobaryczną. Korea oprócz głowicy penetrującej używa tych pocisków z głowicą kasetową, z 336 podpociskami DPICM, o których brak jest bliższych ujawnionych danych (według niektórych źródeł są pochodnymi amerykańskich podpocisków M77). Korea zakupiła ponadto w latach 90. amerykańskie niekierowane pociski M26 i M26A1 Extended Range kalibru 227 mm z głowicami kasetowymi.
Większym oferowanym pociskiem jest pocisk kalibru 400 mm, określany jako Chunmu-II, których można przenosić dwa pakiety po dwa pociski, lecz przypuszcza się, że pocisk ten jest dopiero w fazie rozwoju (jak na 2022 rok).
Największym z używanych pocisków jest kierowany KTSSM (Korean Tactical Surface-to-Surface Missile) kalibru 600 mm, o zasięgu deklarowanym na 290 km i masie głowicy około 500 kg. Szczegółowe dane dotyczącego tego pocisku nie są jednak obecnie dostępne w publikacjach. W pakiecie mieści się jeden taki pocisk. Są one odpowiednikami amerykańskich ATACMS, które również zakupiła Korea (prawdopodobnie w wersjach M39 i M39A1 z głowicą kasetową). Układy nawigacji satelitarnej GPS do pocisków KTSSM były importowane z USA. Prowadzone są też prace nad pociskami o dalszym zasięgu. Na bazie pocisku KTSSM Block I został opracowany eksportowy pocisk CTM-290, o zasięgu określanym jako ponad 290 km.
| Wykorzystywane pociski | Wykorzystywane pociski         | Wykorzystywane pociski        | Wykorzystywane pociski                                                |
| Nazwa                  | Masa startowa / części bojowej | Zasięg (minimalny/maksymalny) | Opis                                                                  |
| ---------------------- | ------------------------------ | ----------------------------- | --------------------------------------------------------------------- |
| Guryong (K33)          | 64 / 20 kg                     | 36 km                         | Niekierowany pocisk rakietowy kal. 131 mm z głowicą odłamkową (2×20). |
| Chunmu                 | 340 / 90 kg                    | 80 km                         | Kierowany pocisk rakietowy kal. 239 mm (2×6).                         |
| Chunmu II              |                                | ok. 100-200 km                | Kierowany pocisk rakietowy kal. 400 mm (2×2) (w opracowaniu).         |
| KTSSM                  | ok. 1500 / 500 kg              | 290 km                        | Kierowany pocisk kalibru 600 mm (2×1).                                |

## Służba

### Korea Południowa
Pierwsze zestawy zaczęły wchodzić na uzbrojenie armii Korei Południowej w sierpniu 2015 roku.

### Polska

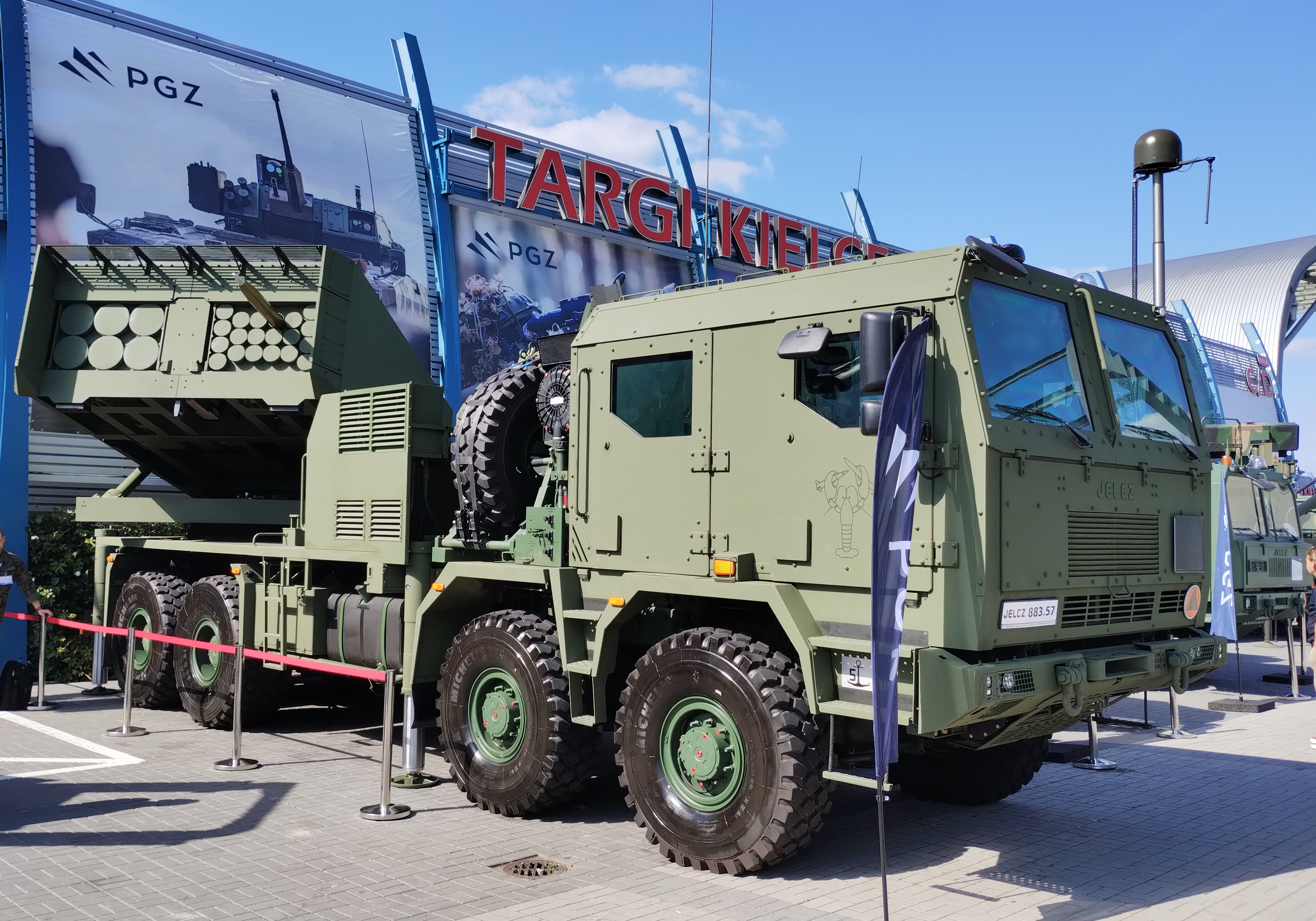
Prototypowa wyrzutnia na podwoziu Jelcz P882.57 na MSPO 2023

19 października 2022 roku Polska podpisała umowę ramową na dostawę 288 wyrzutni K239, które miały zostać zainstalowane na polskich podwoziach Jelcz i wyposażone w polskie środki łączności oraz system zarządzania walką ZZKO Topaz. Ich program otrzymał kryptonim Homar-K (koreański). 4 listopada 2022 roku podpisano umowę wykonawczą na 218 wyrzutni z pociskami CGR-080 kalibru 239 mm o zasięgu 80 km i CTM-290 kalibru 600 mm o zasięgu ponad 290 km (wartość 3,55 mld USD netto). W sierpniu 2023 roku w Korei zintegrowano trzy wyrzutnie z polskimi podwoziami Jelcz P882.57 TS T45 8×8 i poddano testom, a 21 sierpnia pierwsza z nich dotarła do Polski, w celu integracji z systemem Topaz i testów końcowych. Pierwszy dywizjon złożony z 18 wyrzutni trafił do 18 Dywizji Zmechanizowanej, która pod koniec 2023 roku przejęła pierwsze 15 wyrzutni. W perspektywie w Polsce mają być produkowane kluczowe komponenty wyrzutni oraz amunicji. 25 kwietnia 2024 roku została zawarta druga umowa na 72 wyrzutnie z transferem ich technologii, z czego ostatnie 60 ma zostać wyprodukowane w Polsce w latach 2026-2029 (wartość ok. 1,6 mld USD netto). Ma również zostać opracowany pakiet umożliwiający strzelanie pociskami kalibru 122 mm systemu Grad.

## Użytkownicy
- Korea Południowa – 218 wyrzutni[13]
- Zjednoczone Emiraty Arabskie – 12 wyrzutni[14]
- Arabia Saudyjska – nieznana liczba wyrzutni[15]
- Polska – zamówione 290 wyrzutni[9]